# Fórneas
Fórneas é uma aldeia da freguesia de Sobreira Formosa, Município de Proença-a-Nova e Distrito de Castelo Branco com 65 habitantes.
Segundo M. Assunção Vilhena, na sua obra "Sobreira Formosa - Passado e Presente", o nome "Fórneas", tem a seguinte explicação:
"Como é uma povoação construída numa escarpa rochosa e íngreme, poderá o seu topónimo estar relacionado com fornos naturais, onde em tempos remotos, se cozeria o pão, se coraria o linho, se preparariam outros alimentos. Também aqui temos de ficar pelas hipóteses." (in op. cit., pág. 83)